# Seth Bullock
Seth Bullock (Ontario, 23 luglio 1849 – Deadwood, 23 settembre 1919) è stato un politico e imprenditore canadese.

## Gioventù
Seth Bullock nacque ad Amherstburg, nell'attuale provincia canadese di Ontario. Suo padre, George Bullock, era un maggiore dell'esercito britannico in pensione e sua madre una donna scozzese di nome Agnes Findley Bullock. Seth aveva tre sorelle e un fratello. La maggiore delle sorelle, Agnes, sposò il famoso avventuriero ed esploratore Frederick F. Kislingbury, il quale partecipò alla spedizione Greely al Polo Nord. Quando Agnes morì (1878), Frederick si risposò con la secondogenita, Jessie, continuando così a far parte della famiglia.
Essendo membro attivo della politica del tempo, il padre di Bullock fece trasferire la famiglia nella più civilizzata e moderna città di Sandwich (ora Windsor (Ontario), Ontario) quando Seth aveva circa 5 anni. La rigida disciplina paramilitare imposta dal padre, che era solito battere il giovane, costrinse Bullock a fuggire di casa a 16 anni e a rifugiarsi nello Stato del Montana dalla sorella Jessie, che però lo rimandò subito dai genitori per evitare problemi. A 18 anni, Bullock abbandonò definitivamente la propria casa per insediarsi in maniera stabile negli Stati Uniti d'America.

## Helena
Nel 1867 Seth Bullock si stabilì ad Helena (Montana), nel Montana, e intraprese la carriera politica come suo padre, divenendo ben presto un membro di spicco della società cittadina. Tra il 1871 e il 1873 fu membro del Senato Territoriale del Montana e contribuì alla creazione del Parco nazionale di Yellowstone. Sempre nel 1873, poco più che ventenne, Bullock fu eletto prima vicesceriffo poi sceriffo della neonata Contea di Lewis and Clark, il cui capoluogo era appunto Helena.
In quel periodo Seth Bullock si dedicò non solo alla politica ma anche all'imprenditoria, entrando in affari con l'ebreo di origine tedesca Sol Star nel commercio di attrezzatura da lavoro e ferramenta. Nel censimento del 1870 infatti, alla voce “Occupazione” Bullock venne registrato come “Auctioneer”, cioè venditore.
Nel 1874 sposò la sua storica fidanzata Martha Eccles (Ohio 1849 – Deadwood 1939), a Salt Lake City, Utah, e un paio di anni dopo nacque la loro prima figlia, Margaret. Seth e Martha ebbero in totale tre figli: Margaret (1876), Florence (1878) e Stanley (1880).

## Deadwood

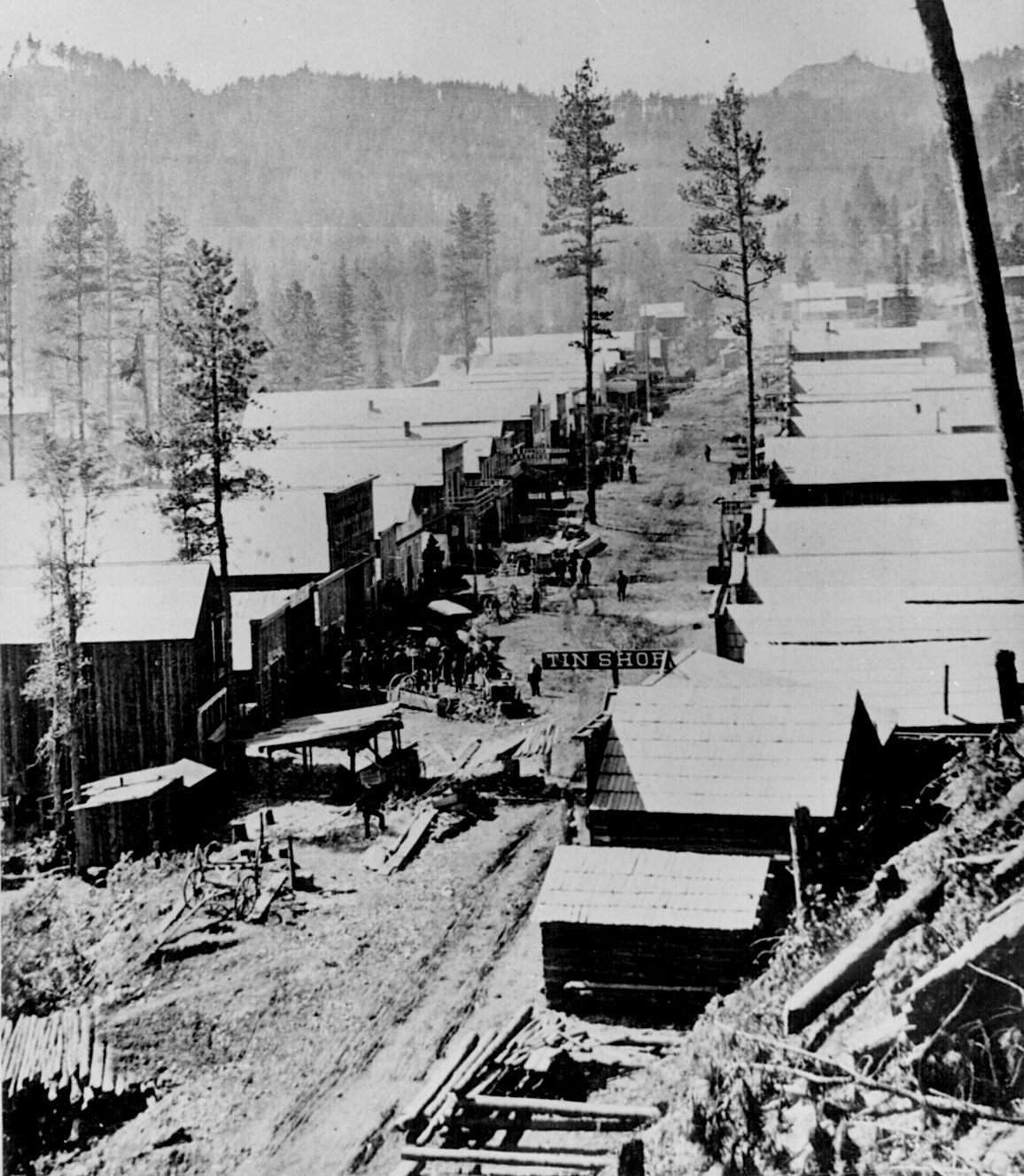
Deadwood nel 1876

La scoperta dell'oro nelle Black Hills, le famose “Colline Nere” della zona montuosa centrale degli Stati Uniti, convinse Bullock e il suo socio Star a trasferire la propria attività nel Dakota del Sud. Seth abbandonò quindi la carica di sceriffo, lasciò la moglie e la figlia alle cure della famiglia di Martha in Michigan e nel 1876 arrivò a Deadwood con carri carichi di setacci, secchi, pale, picconi, dinamite e molto altro ancora.
A quel tempo Deadwood era una città ancora selvaggia, senza legge, caotica, sporca e disorganizzata; dopo appena un giorno dall'arrivo di Bullock, James Butler Hickok fu ucciso a sangue freddo dal codardo Jack Mccall durante una partita di poker nel Saloon Nuttal & Mann's. L'assassinio del famigerato Wild Bill Hickok spinse l'intera cittadina a chiedere l'applicazione della legislazione americana e dell'ordine civile e Bullock fu eletto primo sceriffo della città. Secondo alcune fonti, uno dei primi atti di Bullock come sceriffo fu quello di confrontarsi con Wyatt Earp, già sceriffo del Missouri, che era giunto in città per reclamare inutilmente la medesima carica.
Bullock prese il suo compito molto seriamente e in pochi anni riuscì nella sua opera di civilizzazione e risanamento della città, guadagnandosi un ruolo di sempre maggiore importanza nella società e divenendo tesoriere del Consiglio Superiore della Sanità. Con questo ruolo si fece carico degli aiuti per combattere la devastante epidemia di vaiolo che colpì Deadwood verso la fine degli anni 70.
Nel 1877, insieme all'inseparabile amico e socio Sol Star, Bullock aprì un grande emporio di ferramenta all'angolo di Wall e Main Street e richiamò la sua famiglia dal Michigan, che lo raggiunse nel 1880.

## Belle Fourche
L'anno successivo (1881), Bullock e Star decisero di incrementare ulteriormente i propri affari aprendosi verso il settore dell'allevamento del bestiame e dei cavalli. I due soci acquistarono quindi un ranch a nord di Deadwood, accanto al fiume Belle Fourche, e lo chiamarono S&B Company; in questo modo ampliarono la propria sfera di interessi alle città di Spearfish, Sturgis (Dakota del Sud) e Custer, fino a fondare una vera e propria città, Belle Fourche. Per introdurre quest'ultima nel panorama delle grandi città commerciali del South Dakota, Bullock convinse la Fremont Elkhorn e Missouri Valley Railroad a costruire una linea ferroviaria diretta verso Belle Fourche, che fu effettivamente realizzata tra il 1880 e il 1890. La città divenne perciò in quegli anni uno dei più grandi riferimenti per il trasporto di bestiame negli Stati Uniti.
La fama di Seth Bullock crebbe talmente tanto che gli fu attribuita anche l'introduzione dell'erba medica, pianta foraggera per eccellenza, nel South Dakota.
Nel 1884, Seth conobbe Theodore Roosevelt, che a quel tempo copriva la carica di vicesceriffo di Medora, Dakota del Nord. Fu un incontro casuale: Roosevelt stava portando un ladro di cavalli conosciuto come Crazy Steve in South Dakota, dove era ricercato, attraversando i terreni del ranch di Bullock di Belle Fourche. Nacque subito una grande amicizia, che durò per tutta la vita.

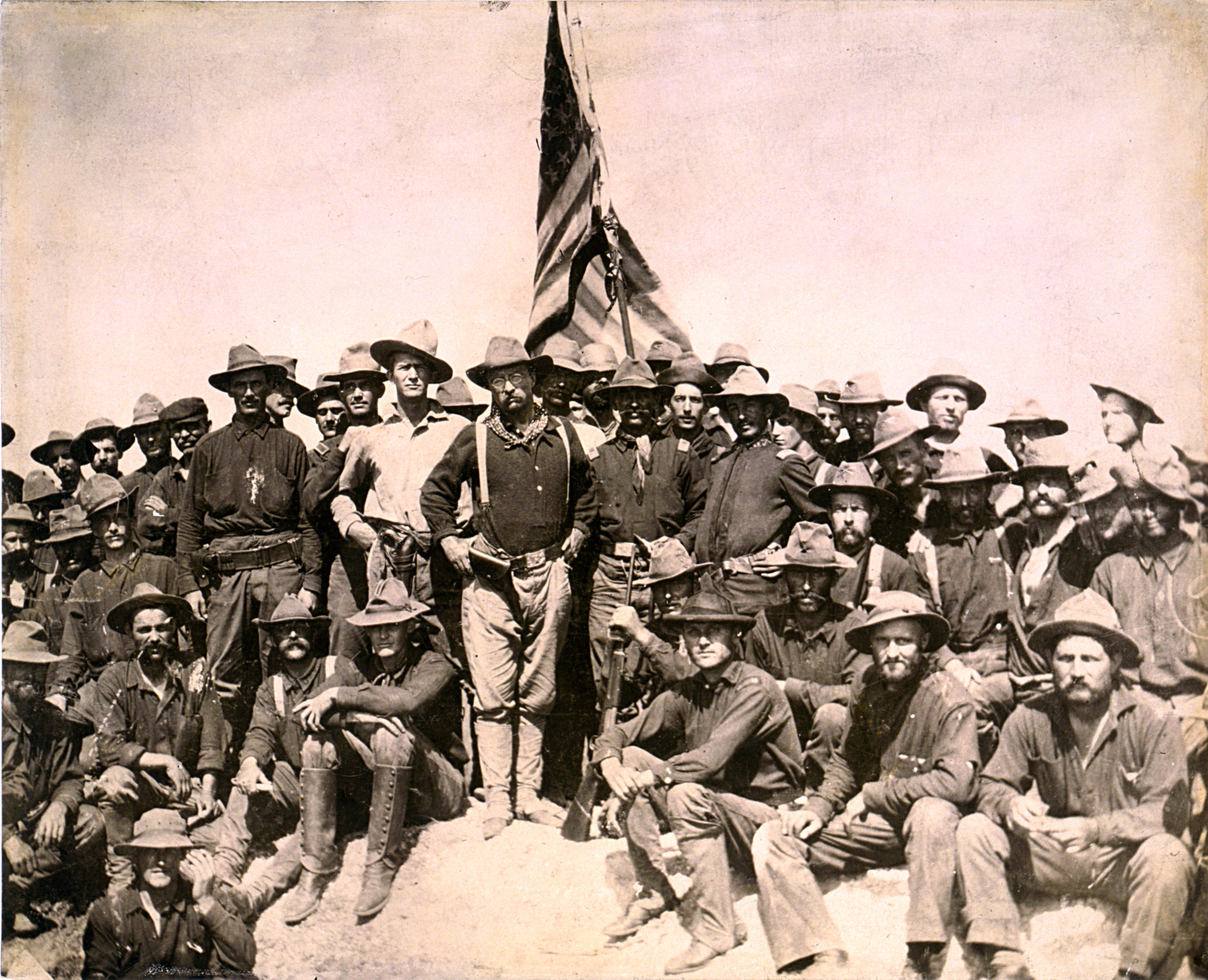
Theodore Roosevelt e i Rough Riders

Nel 1894 un grande incendio a Deadwood provocò la distruzione del negozio di ferramenta. Bullock decise allora di ricostruire l'intera struttura ma sopra il negozio originale volle creare, per il costo di ben 40.000 dollari, il primo hotel di lusso della città, composto da 64 camere con 1 bagno ad ogni piano. I lavori furono ultimati in un paio d'anni e rapidamente l'hotel divenne il più ricercato dell'epoca. Questo storico albergo è tuttora visibile con il nome di Bullock Hotel e si possono prenotare stanze o giocare al casinò successivamente annesso.

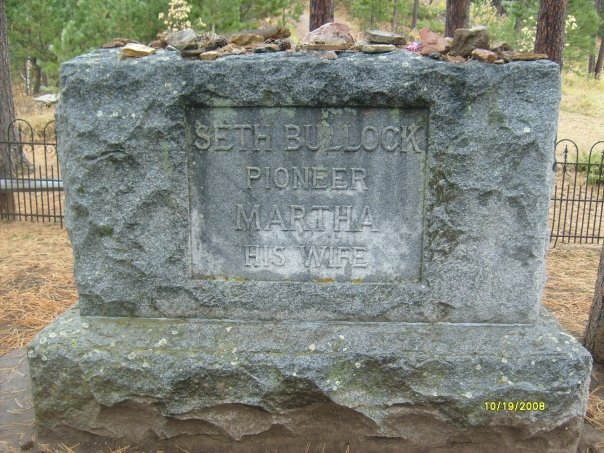
Tomba di Seth Bullock

Nel 1898 Seth Bullock servì lo Stato nella Guerra ispano-americana combattuta tra gli Stati Uniti e la Spagna in merito alla questione cubana. Egli si offrì volontario come membro dei Rough Riders, uno dei tre reggimenti predisposti ad entrare in azione a Cuba sotto il comandante Leonard Wood e il suo secondo Theodore Roosevelt. Sebbene Bullock non prese mai parte ai veri e propri combattimenti, dopo questa breve esperienza poté fregiarsi del titolo di Capitano.
Con l'uccisione del presidente William McKinley nel 1901 Roosevelt divenne il 26º presidente degli Stati Uniti e fu riconfermato alle successive elezioni del 1904. Per quest'ultima occasione Bullock organizzò un corteo di 50 cavalieri che includeva ex membri dei Rough Riders, tra cui anche l'attore cinematografico Tom Mix, che sfilò in parata per inaugurare il nuovo mandato presidenziale. L'anno successivo Seth fu nominato da Roosevelt U.S. Marshal per il South Dakota, posizione che ricoprì per circa 9 anni.
Alla morte di Roosevelt, nel 1919, Bullock fece erigere un monumento in suo onore a Deadwood, sulla Sheep Mountain, poi ribattezzata Roosevelt Mountain. Questa fu la prima opera a lui dedicata di tutti gli Stati Uniti d'America, una torre chiamata Friendship Tower tuttora visibile costruita in ricordo della loro amicizia.
Seth Bullock morì di cancro appena due mesi dopo, nel suo ranch, all'età di 70 anni. Fu sepolto presso il Mount Moriah Cemetery di Deadwood, lo stesso cimitero che ospita le tombe di Wild Bill Hickok e Calamity Jane.

## Serie TV
Seth Bullock è interpretato da Timothy Olyphant nella serie televisiva Deadwood.